# Handyroman
Ein Handyroman (japanisch 携帯小説, Keitai shōsetsu bzw. ケータイ小説, Kētai shōsetsu) ist eine Form der zeitgenössischen japanischen Literatur mit vornehmlich trivialen und reißerischen Themen.
Diese sind zum Beispiel Liebe, Sex, Abtreibung, Schwangerschaft, Drogen. Zentrales Kennzeichen eines Handyromans ist, dass die Geschichte zuerst ausschließlich für die Lektüre am Handy zur Verfügung gestanden hat, bevor es zu einer Veröffentlichung im Printformat kommt. Großer Einfluss auf die Entstehung des Genres wird der ausgeprägten Handykultur junger Mädchen sowie der starken Verbreitung des mobilen Internets in Japan zugeschrieben. Zielgruppe sind Schulmädchen und junge Frauen in den Zwanzigern. Doch längst hat sich die Leserschaft ausgeweitet, sodass Handyromane auch bei männlichen Jugendlichen oder Älteren Interesse finden. Der Handyroman wird auf dem Handy gespeichert und gelesen, sei es bei der täglichen U-Bahn-Fahrt zur Arbeit oder zur Schule, genauso jedoch zu Hause in der Freizeit. Handyromane können, müssen aber nicht auf dem Handy geschrieben werden. Die technischen Beschränkungen – etwa die Größe des Displays – lassen bestimmte literarische Formen entstehen. So sind kurze, einfache Sätze typisch. Dialoge und Monologe dominieren die Textgestaltung, beschreibende Darstellungen fehlen weitgehend. Begünstigt werden eine knappe, präzise Sprache und temporeiche Plots. Gleichzeitig werden häufig Smileys und Abkürzungen verwendet, die typisch für das Format der Kurznachrichten sind.

## Anfänge
Schon im Jahr 2000 wurde einer der ersten Handyromane, eine Geschichte über eine Prostituierte im Teenageralter mit dem Titel Ayu no Monogatari (1. Teil der Reihe Deep Love), zum Phänomen und Bestseller. Der Autor des Romans, ein junger Tokioter der sich selbst Yoshi nennt, verteilte damals als Werbung für seinen Roman in Shibuya, einem Trendviertel Tokios, tausende Visitenkarten an Schulmädchen und machte dadurch seine Homepage, über die er den Roman vertrieb, populär. Deep Love wurde durch Mundpropaganda zum Hit und später wurde aus dem Buch ein Film, eine Fernsehserie und ein Manga. Im klassischen Printformat wurde das Buch 2,7 Millionen Mal verkauft. In der Buchversion wurde die am Handy übliche Leserichtung von links nach rechts beibehalten. Damit wird die japanische Leserichtung gedruckter Texte von oben nach unten unterminiert. Diese „horizontale Leserichtung“ (yokogumi) wurde für alle weiteren Handyroman-Veröffentlichungen übernommen und gilt als Erkennungsmerkmal eines Handyromans.

## Verbreitung
Der Handyroman wird entweder im Ganzen bereitgestellt oder tritt als Fortsetzungsroman mit festgelegten oder in der Anzahl offenen Folgen auf. Es ist zu unterscheiden zwischen kostenlosen und kostenpflichtigen Handyromanen. Die kostenlosen Geschichten werden über private Handyseiten zum Download zur Verfügung gestellt. Das größte japanische Handyportal, das neben Optionen wie „Blog“, „Tagebuch“ unter anderem auch das Erstellen einer Handyroman-Seite ermöglicht, heißt „Magic I-sland“ (Mahō no I-rando). Die Seite beherbergt nach eigener Aussage über 1 Million begonnene Handyromane. Die kostenpflichtigen Handyromane können gegen eine geringe Gebühr über kommerzielle Handyseiten von Verlagen erworben bzw. abonniert werden, zum Beispiel über die Seite Shinchō kētai bunko („Die Shinchō Handy-Kollektion“) des Verlags Shinchōsha. Ein typischer Roman ist in kleine Einheiten aufgeteilt, die in drei bis vier Minuten zu lesen sind. Die Leser können Romane kommentieren und Einfluss auf den Verlauf der Handlung nehmen. Durch Mundpropaganda hat das Genre rasant an Bekanntheit gewonnen: Mundpropaganda meint hier häufig nicht das Reden über eine Geschichte, sondern, dass untereinander Handy-Nachrichten ausgetauscht wurden, in denen man die Links zu beliebten Romanen beifügte.
Mobile Romane sind mit der rasant wachsenden Handynutzung weltweit populär geworden. Die Popularität in Europa begann 2007 und so erschienen allein in jenem Jahr fünf Handyromane in gedruckter Form auf der Bestsellerliste unter den ersten zehn Romanen, wie die folgende Bestsellerliste zeigt. Die Handyromane sind kursiv markiert:
| Rang | Titel                  | Autor           | Verlag            |
| ---- | ---------------------- | --------------- | ----------------- |
| 01   | Koizora                | Mika            | Starts Publishing |
| 02   | Akai ito               | Mei             | Goma Books        |
| 03   | Kimizora               | Mika            | Starts Publishing |
| 04   | Isshun no kaze ni nare | Takako Satō     | Kōdansha          |
| 05   | Moshimo kimi ga        | Rin             | Goma Books        |
| 06   | Motomenai              | Shōzō Kajima    | Shōgakukan        |
| 07   | Jun’ai                 | Haruka Inamori  | Starts Publishing |
| 08   | Kage Hinata ni saku    | Hitori Gekidan  | Gentōsha          |
| 09   | Yoake no Machi de      | Keigo Hogashino | Kadokawa Shoten   |
| 10   | Rakuen                 | Miyuki Miyabe   | Bungei Shunjū     |

Von dem auf Platz 1 rangierenden Roman Koizora (恋空) der Autorin Mika mehr als 400.000 Exemplare verkauft. Die Branche setzt über 60 Millionen Euro um. Die ersten Handyromane haben in Japan literarische Preise gewonnen, wie der Roman Clearness (クリアネス, Kurianesu), verfasst von einer 27-jährigen Autorin aus Osaka, die unter dem Pseudonym Towa schreibt. In ihrem Handyroman geht es um die Liebesgeschichte zwischen der Studentin Sakura, die mit Prostitution ihrer Konsumsucht frönt und dem Callboy „Leo“. Towa wurde dafür von der Tageszeitung Mainichi Shimbun ausgezeichnet und ihr Roman wurde als Buch veröffentlicht.
Anders als „Deep Love“ waren alle Handyromane der Bestsellerliste von 2007 von jungen Laienautorinnen verfasst worden. Aus diesem Grund wird diese Phase als „2. Boom-Phase“ von Yoshis „Deep Love“ abgegrenzt. Inzwischen hat sich mit Ausdehnung des Booms auch der Begriff Handyroman erweitert und es sind verschiedene Typen entstanden. Die Gynäkologin Nahomi Sudō veröffentlichte mit „Love Communication“ einen Sexualratgeber in Form eines Handyromans. Schriftsteller-Aspiranten wie Yukinori Otani versuchen über das Format Handyroman den Einstieg in eine Karriere als Autor zu finden. Und auch etablierte japanische Schriftsteller verfassen Handyromane: das bekannteste Beispiel hierfür ist Tomorrow’s Rainbow (あしたの虹) der Junbungaku-Autorin und buddhistischen Nonne Jakuchō Setouchi (瀬戸内 寂聴; * 1922).
Größere Verlage in Japan beteiligen sich bereits seit geraumer Zeit am Geschäft mit Handyromanen, für das in den nächsten Jahren ein Umsatzvolumen von 100 Millionen Dollar prognostiziert wird. Aus diesem Grund wird über die Ausschreibung von Handyroman-Preisen gezielt nach Nachwuchstalenten gesucht sowie Layout und Ausstattung der Bände vereinheitlicht, um einen hohen Wiedererkennungseffekt zu erzielen. Inzwischen gibt es Neuauflagen von Klassikern der japanischen Literatur, wie Osamu Dazai oder Natsume Sōseki im „Handyroman-Format“, d. h. in horizontaler Leserichtung.
Auch in China sind Handyromane seit Jahren ein aufstrebender Markt, der die Mobilfunkindustrie mit klassischen Verlagen und anderen Entertainment-Sektoren mehr und mehr verbindet.
Seit 2011 verbreiteten sich „Smartphone-Romane“, da die Nutzung von Hochleistungs-Mobiltelefonen und Smartphones wuchs und wie bei Handy-Romanen wurden die meisten Werke von Amateuren veröffentlicht. Insgesamt entwickelte sich aber im Vergleich zu den Anfangsjahren des Handyromans ein Abwärtstrend.

## Diskurs
Handyromane sind eine Erscheinung zwischen Technologie, Literatur, Jugendkultur und Kommerz. In Japan wird das Phänomen zwischen diesen Polen sehr unterschiedlich diskutiert, je nach Standpunkt des Verfassers. Schwerpunkt der Analyse sind die von Laienautorinnen verfassten Handyromane. Tendenziell ist zwischen zwei Fraktionen zu unterscheiden: der einen, die die Handyromane Form der Kommunikation zwischen jungen Mädchen auffassen, der anderen, die sie als neues literarisches Format betrachten.
Der Ausdruck, Handyromane seien eine Form der Kommunikation, meint, dass die Geschichten nicht als Romane im herkömmlichen Sinne intendiert waren, sondern von den jungen Frauen als eine Art Mittel zum Zweck dienten, um über die eigenen Erfahrungen zu schreiben und so mit anderen „Leidensgenossinnen“ in Kontakt zu treten. Die Medienwissenschaftlerin Misa Matsuda bezeichnet Handyromane daher als „interaktives Medium“. So besteht häufig eine enge Verbindung zwischen Autor und Leserschaft. Leser geben Anregungen, schlagen neue Wendungen vor und bestimmen so die Handlung mit. Soziologen wie Shintarō Nakanishi, Yumiko Sugiura oder Kenrō Hayamizu betrachten Handyromane vor allem als wichtige Hinweise über die Lebenswelt junger Mädchen.
Für den japanischen Literaturmarkt sind Handyromane ein Thema, an dem sich die Geister scheiden: Einerseits wird das junge Genre mit Vergleichen zu Manga, Anime, J-Pop auf eine popkulturelle Erscheinung reduziert. Andererseits sieht man in den Handyromanen eine Möglichkeit, eine neue Lesergruppe an Literatur heranzuführen. Der Literaturwissenschaftler Chiaki Ishihara kommt in seiner Monographie zu dem neutralen Schluss: „Ist die Diskussion um die Frage ‚Sind Handyromane Literatur?’ nicht absolut sinnlos? […] Der Ausdruck ‚Handyromane sind keine Literatur’ ist eine Frage des Geschmacks. […] Handyromane sind durch das Handy entstandene Literatur.“
In den westlichen Medien schließlich stößt der Handyroman-Boom im Kontext von „elektronischer Literatur“ auf großes Interesse. Dort werden Handyromane als ein japanisches Phänomen und eine neue Gattung der Trivialliteratur begriffen, die ihren Ursprung in der fortschrittlichen japanischen Handytechnologie hat und hauptsächlich von jungen Frauen geschrieben und gelesen wird.

## Handyromane in Europa
In Europa gibt es bisher überwiegend klassische Texte für das mobile Endgerät, etwa im Rahmen von Projekt Gutenberg-DE. Zu den wenigen zeitgenössischen Handyromanen zählen die Lucy-Luder- und die Handygirl-Reihe sowie der Roman lonelyboy18 des Schweizer Autors Oliver Bendel. Der Band Lucy Luder und der Mord im studiVZ wurde bereits 2007 veröffentlicht. Im Oktober 2009 hat Wolfgang Hohlbein einen Handyroman mit dem Titel WYRM veröffentlicht. Im Juni 2012 startete die Wiesbadener Autorin Heike Fröhling ein Portal mit zeitgenössischen Handyromanen. Neben ihren eigenen Handyromanen Funkschatten, Mutterfeuer und Eisenmurmel steht hier das interaktive Element im Vordergrund, sodass Schulklassen im Zuge der Leseförderung eigene Handyromane gestalten.

## Die bekanntesten japanischen Handyromane
- Deep Love (4 Bände von 2002 bis 2003) von Yoshi
- Ijiwaru Penis (いじわるペニス, 2004) und „Love Link“ (2006) von Mica Naitoh
- Tenshi ga kureta Mono (天使がくれたもの, 2005) von Chaco
- Koizora (恋空, 2006) von Mika
- Clearness (クリアネス, 2007) von Towa
- Akai Ito (赤い糸, 2007) von Mei
- Tomorrow’s Rainbow (あしたの虹, 2008) von Jakuchō Setouchi

### Monographien (Japanisch)
- Kenrō Hayamizu: Kētai shōsetsu teki. ‚futatabi yankii-ka’ jidai no shōjo-tachi. Hara Shobō, Tokio 2008, ISBN 978-4-562-04163-3
- Tōru Honda: Naze kētai shōsetsu wa ureru ka. Softbank Creative, Tokio 2008, ISBN 978-4-7973-4402-8
- Chiaki Ishihara: Kētai shōsetsu ha bungaku ka? Chikuma Shobō, Tokio 2008, ISBN 978-4-480-68785-2
- Toshiaki Itō: Kētai shōsetsu katsuji kakumei ron. Shinsedai e no māketingu jutsu. Kadokawa SS Communications, Tokio 2008, ISBN 978-4-8275-5037-5
- Yumiko Sugiura: Kētai shōsetsu no ’riaru’. Chūōkōron Shinsha, Tokio 2008, ISBN 978-4-12-150279-7
- Satobi Yoshida: Kētai shōsetsu wa ureru riyū. Mainichi Communications, Tokio 2008, ISBN 978-4-8399-2660-1

### Monographien (Deutsch)
- Johanna Mauermann: Handyromane. Ein Lesephänomen aus Japan. EB-Verlag, Berlin 2011, ISBN 978-3-86893-041-2